# Брашно
Брашното е дребнозърнест (с едрина около 165 μm) хранителен продукт, получен от смилането на зърна от житни, бобови и други култури. Брашно може да се прави от различни сортове зърнени култури, като пшеница, ръж, овес, кестени, просо, царевица, ориз, нахут. Брашно се прави и от незърнени култури – соя, картофи, елда, тапиока.
За хлебопроизводството, за макароненото и отчасти за сладкарското производство от голямо значение е качественият състав на съдържащите се в брашното белтъчини. Извънредно важни са протеините глиадин и глутенин, които се съдържат главно в пшениченото брашно. Те са неразтворими във вода; при замесването на брашното в тесто силно набъбват и образуват с водата еластична маса, наречена глутен. Глутенът на пшениченото брашно представлява белтъчен комплекс, състоящ се от 44% глиадин, 41% глутенин и 5% други вещества. За да се получи качествен хляб, съдържанието на глутен в брашното не трябва да е по-малко от 24%. Белтъчините на останалите видове брашна не образуват глутен и от тях не може да се получи доброкачествен (бухнал, с пореста структура и овална форма) хляб, теглени и точени кори.

## Видове и типове брашно
В зависимост от вида на зърното, от което е получено, брашното се дели на видове – пшеничено, ръжено, царевично, соево и т.н., а по качество – на типове. Типът се означава според пепелното съдържание. Например брашно с пепелно съдържание 0,5% се означава като тип 500, с 1,850% – тип 1850, и т.н. Колкото типовото число на даден вид е по-ниско, толкова качеството му е по-високо и цветът е по-бял.
Основният вид брашно е пшениченото. В сравнение с останалите видове то е най-ценното и най-употребяваното; има изключително значение като суровина за производство на хляб, хлебни, макаронени и сладкарски изделия, използва се широко в общественото хранене при приготвяне на супи, ястия, сосове, десерти. В България се произвеждат различни типове пшеничено брашно – 450, 500, 520, 700, 800, 1150 и тип 1850, наричано пълнозърнесто. Типовете 450 и 500 са бели, висококачествени брашна с най-добри технологични и кулинарни свойства. С най-широка употреба се отличава тип 500. Ръженото, царевичното и оризовото брашно са с по-малка значимост; имат ниски технологични и кулинарни свойства и намират ограничено приложение. Царевичното брашно тип 800 се употребява в обществената и домашната кухня за качамак и като добавка към някои тестени десерти. С голяма хранителна стойност е соевото брашно, но то все още малко се използва в България.
Поради влошаването на качеството на пшеницата като суровина за производство на брашно за храна на хора, в брашната се влагат много и различни видове подобрители. Те подобряват качествата на крайния продукт – брашното.